# Лянтор
Лянто́р — город в Сургутском районе Ханты-Мансийского автономного округа — Югры Российской Федерации. Занимает 11-е место по населению в округе.
Город располагается на территории одного из крупнейших в России, нефтяного месторождения — Лянторском нефтегазоконденсатном месторождении.

## Название
Ойконим в переводе с хантыйского означает «снежное озеро» («лянт» — снежное, «тор» — озеро).

## Физико-географическая характеристика

### Географическое положение
Расположен на реке Пим (приток Оби), в 95 км к северо-западу от Сургута, в 825 км к северо-востоку от Тюмени. Географические координаты: 61°37′00″ с. ш. 72°10′00″ в. д.. С конца мая до середины июля в городах этой широты можно наблюдать такое явление, как белые ночи.
Часовой пояс
Лянтор, как и весь округ, находится в часовой зоне МСК+2. Смещение применяемого времени относительно UTC составляет +5:00.
В соответствии с применяемым временем и географической долготой средний солнечный полдень в Лянторе наступает в 12:17.

### Климат
Климат резко континентальный. Зима холодная, продолжительная — со второй половины октября до середины апреля. Средняя температура января −20-27°C. Бывает понижение температуры до -53°C. Устойчивый снежный покров с октября по май. Весна прохладнее осени, заморозки (до −3°C) возможны в первую неделю июня. Лето теплое, средняя температура июля +15-25°C. Осень с конца августа до середины октября. Лянтор приравнен к районам Крайнего Севера.
- Среднегодовая температура воздуха — −1 °C
- Относительная влажность воздуха — 75 %
- Средняя скорость ветра — 2,7 м/с

| Показатель                                                         | Янв.  | Фев.  | Март  | Апр. | Май  | Июнь | Июль | Авг. | Сен. | Окт.  | Нояб. | Дек.  | Год   |
| ------------------------------------------------------------------ | ----- | ----- | ----- | ---- | ---- | ---- | ---- | ---- | ---- | ----- | ----- | ----- | ----- |
| Абсолютный максимум, °C                                            | 0     | 5     | 13    | 23   | 34   | 40   | 42   | 42   | 34   | 20    | 11    | 6     | 42    |
| Средний суточный максимум, °C                                      | −9    | −4,4  | 1,2   | 8,7  | 19,5 | 26,1 | 24,9 | 23,6 | 15,1 | 2,6   | −4,4  | −4,5  | 8,3   |
| Средняя температура, °C                                            | −21,4 | −15,2 | −6,9  | 1,1  | 8,7  | 17   | 17   | 15,3 | 7,8  | −2,8  | −14,8 | −17,8 | −1    |
| Средний суточный минимум, °C                                       | −36,8 | −30,1 | −17,3 | −8,3 | −0,7 | 7,6  | 8,8  | 7,9  | 1    | −10,1 | −27,4 | −31,9 | −11,4 |
| Норма осадков, мм                                                  | 20    | 18    | 26    | 44   | 53   | 65   | 56   | 73   | 57   | 45    | 33    | 26    | 516   |
| Источник: Погода в мире. Архив погоды в Лянторе, Meteoblue(осадки) |       |       |       |      |      |      |      |      |      |       |       |       |       |

## История
В 1930-е годы, когда в России началась коллективизация и массовый перевод коренных жителей Севера с кочевого уклада жизни на оседлый, в Сургутском районе был создан колхоз им. М. И. Калинина, в который были объединены все родовые угодья коренных жителей бассейна реки Пим — пимские ханты. На территории родового стойбища Нимперовых были построены первые жилые дома, контора колхоза, школа-интернат, баня, мед. пункт. Так на левом берегу реки Пим появилось национальное село с одноимённым названием. По данным Государственного архива Ханты-Мансийского автономного округа, национальное село Пим было образовано в 1931 году.
Вырос на месте рыбацкого посёлка Пим в связи с открытием в 1966 году Лянторского (от названия озера Лянтор-Тухлор близ реки Пим) месторождения нефти и газа.
В 1978 году на месте посёлка Пим стали возводить посёлок нефтяников Лянторский.
В 1979 году было начато строительство вахтового посёлка Лянторский на левом берегу реки Пим.
1 января 1980 года было создано нефтегазодобывающее управление «Лянторнефть», самое крупное подразделение ПАО «Сургутнефтегаз».
Решением исполкома Тюменского областного Совета народных депутатов от 5 ноября 1984 года № 330 вахтовый поселок нефтяников и село Пим Пимского сельского Совета были объединены в единый населённый пункт, который был отнесён к категории рабочего поселка с названием Лянторский.
Указом Президиума Верховного Совета РФ от 18 мая 1992 года № 2703-1 рабочий поселок Лянторский Сургутского района Ханты-Мансийского автономного округа Тюменской области был отнесён к категории городов районного подчинения и ему было присвоено наименование — город Лянтор.

## Население
| 1989    | 1996    | 1998    | 2001    | 2002    | 2003    | 2005    |
| ------- | ------- | ------- | ------- | ------- | ------- | ------- |
| 22 100  | ↗27 300 | ↗30 000 | ↗34 100 | ↘33 011 | ↘33 000 | ↗35 400 |
| 2007    | 2008    | 2009    | 2010    | 2012    | 2013    | 2014    |
| ↗37 400 | ↗38 100 | ↗38 959 | ↗38 992 | ↗39 455 | ↗39 866 | ↗40 000 |
| 2015    | 2016    | 2017    | 2018    | 2019    | 2020    | 2021    |
| ↗40 135 | ↘40 024 | ↘39 841 | ↗40 317 | ↗40 867 | ↗41 199 | ↘40 977 |

На 1 января 2025 года по численности населения город находился на 357-м месте из 1124 городов Российской Федерации.
Национальный состав
Ниже приводятся данные о национальном составе города по данным Всероссийской переписи населения 2010 года
| Национальность | Численность (чел.) | Процентное соотношение |
| -------------- | ------------------ | ---------------------- |
| Русские        | 20 026             | 51,36%                 |
| Татары         | 3 839              | 9,85%                  |
| Украинцы       | 3 148              | 8,07%                  |
| Башкиры        | 1 580              | 4,05%                  |
| Кумыки         | 1 372              | 3,52%                  |
| Таджики        | 941                | 2,41%                  |
| Азербайджанцы  | 778                | 2,00%                  |
| Чуваши         | 675                | 1,73%                  |
| Чеченцы        | 563                | 1,44%                  |
| Лезгины        | 453                | 1,16%                  |
| Ногайцы        | 431                | 1,11%                  |
| Узбеки         | 420                | 1,08%                  |
| Армяне         | 326                | 0,84%                  |
| Казахи         | 320                | 0,82%                  |
| Другие         | 2 560              | 6,56%                  |
| Не указали     | 1 560              | 4,00%                  |
| Всего          | 38 992             | 100,00%                |

## Социальная сфера

### Образование
Дошкольное образование
- Детский сад «Журавушка»;
- Детский сад «Золотая рыбка»;
- Детский сад «Ромашка»;
- Детский сад «Светлячок»;
- Детский сад «Сибирячок»;
- Детский сад «Город детства».

Среднее образование
- Средняя школа № 3";
- Средняя школа № 4";
- Средняя школа № 5";
- Средняя школа № 6";
- Средняя школа № 7".

Дополнительное образование
- Детская школа искусств № 1";
- Детская школа искусств № 2";
- Центр детского творчества.

Среднее профессиональное образование
- Нефтяной техникум (филиал Югорского государственного университета;
- Учебно-производственный центр профессионального образования «Амикаро».

### Здравоохранение
Медицинские услуги жителям города оказывает Бюджетное учреждение ХМАО — Югры «Лянторская городская больница».
В составе больницы 7 отделений (терапевтическое, педиатрическое, гинекологическое, инфекционное, хирургическое, отделение анестезиологии и реанимации, приемное). Действует поликлиническая сеть — детская поликлиника, взрослая поликлиника, стоматологическая поликлиника, женская консультация и т. д. Также в больнице имеется клинико-диагностическая лаборатория, лечебно-диагностическое отделение, физиотерапевтическое отделение.
Филиалы БУ ХМАО-Югры «Лянторская городская больница» действуют в 3 населенных пунктах:
- Сытоминская врачебная амбулатория;
- Ляминская врачебная амбулатория;
- Фельдшерский здравпункт п. Горный.

## Экономика

### Промышленность
- Предприятия нефтегазодобывающей промышленности, газоперерабатывающий завод.
- В окрестностях Лянтора — тепличные хозяйства промышленных предприятий. Частные хозяйства разводят свиней, птицу. Лянторское и Нижнесортымское месторождения нефти и газа.
- Нефтегазодобывающее управление «Лянторнефть». Ведёт разработку и эксплуатацию 9 месторождений: Лянторского, Маслиховского, Назаргалеевского, Санинского, Западно-Камынского, Северо-Селияровского, Западно-Сахалинского, Сынъеганского и Явинлорского.
- Лянторское ДРСУ. Организовано 26 февраля 1984 года[22]

### Сфера услуг
В городе осуществляют свою деятельность 124 объектов розничной торговли: 76 магазинов; 7 торговых комплексов; 38 павильонов; 3 мобильных объекта. В городе осуществляет свою деятельность розничный универсальный рынок на 27 торговое место. Услуги общественного питания оказывают 45 предприятий, из них общедоступную сеть составляют 38 предприятий на 1 137 посадочных мест.
Услуги проводного Интернета жителям города предоставляют Сургутский Районный Узел Связи Ханты-Мансийского филиала электросвязи ОАО «Ростелеком», а также ООО «Теле — Плюс».
Услуги почтовой связи оказывает Сургутский почтамт Управления федеральной почтовой связи по Ханты-Мансийскому автономному округу — Югре филиала ФГУП «Почта России». Для удовлетворения потребностей населения в услугах социального характера в городе создана развитая инфраструктура.
Два отделения Сбербанка России, 1 филиал «Сургутнефтегазбанка», 1 филиала банка «Совкомбанк»,1 филиала банка «Почтабанк», 1 филиала банка «Открытие», 3 гостиницы, 3 гаражных кооператива, 4 станций технического обслуживания, 7 автозаправочных станций осуществляют свою деятельность на территории Лянтора.

## Культура
В Лянторе располагаются:
- Дом культуры «Нефтяник»
- Дом культуры «Строитель»
- Муниципальное учреждение "Культурно-Спортивный Комплекс «Юбилейный»,
- Лянторская детская школа искусств № 1
- Лянторская детская школа искусств № 2
- Муниципальное учреждение культуры «Дом народного творчества»

### Достопримечательности
- Городской сквер, расположенный вдоль улиц центральная и парковая.
- Хантыйский этнографический музей.
- Гаубица М-30 на постаменте, увековечивание памяти участников Великой Отечественной войны (1941—1945 гг.), установлена в сквере в 6 микрорайоне на пересечении улицы Виктора Кингисеппа и Сергея Лазо.
- Аллея Памяти и Стела боевой Славы, мраморная плита с именами пимчан-ханты, открыта памятная доска с именами 50-ти ветеранов Великой Отечественной войны.
- Стела, установленная на въезде в город, является его визитной карточкой.
- Стела, установленная в городском сквере, посвящена историческому прошлому края, объединяющему его этническую историю и историю его нефтяного освоения.
- Мемориальная доска, установленная перед зданием управления НГДУ «Лянторнефть» в честь его первого начальника — М. Б. Назаргалеева.
- Станок-качалка нефтедобывающей скважины на ул. Согласия.
- Стела, установленная на проспекте Победы, посвящённая 70-летию победы во Второй Мировой Войне.
- Стела «Я ♥ Лянтор», установленная около «Юбилейного»

### Библиотеки
- Детская библиотека, улица Согласия, 5.
- Городская библиотека в Культурно-спортивном комплексе «Юбилейный», улица Назаргалеева, 21.
- Городская библиотека № 2, МУК «Лянторская централизованная библиотечная система», улица Салавата Юлаева, стр. 13

### Кладбища
- Действующее кладбище, расположенное за городом
- Старое кладбище, располагается возле дачного кооператива «Феникс»

## Религия
В Лянторе идет строительство Храма Новомучеников и Исповедников Российских, а также в городе имеются:
- Храм Покрова Божией Матери, храм основан в 1993 году, располагается на ул. Таёжная стр.31/1
- Молельный дом местной мусульманской религиозной организации, расположен по ул. Речная 5.

## Спорт
В Лянторе имеется 4 спортивных комплекса:
- Физкультурно-оздоровительный комплекс «Олимп»
- Физкультурно-спортивной комплекс «Спарта»
- Спортивно-оздоровительный комплекс «Юность»
- Крытый хоккейный корт «Штурм»

## СМИ
Печатные СМИ
- Ежемесячное печатное издание «Лянторская газета»

Телевидение
- Первый канал
- Россия 1 / ГТРК Югория
- Матч ТВ
- НТВ
- Пятый канал
- Россия К
- Россия 24 / ГТРК Югория
- Карусель
- ТВ Центр
- РЕН ТВ
- СТС
- ТВ-3
- ТНТ
- МУЗ-ТВ
- Югра

Радиостанции
- 100.4 FM — (ПЛАН) Стар Плюс
- 101.5 FM — Радио Югра
- 102,2 FM — Русское Радио

## Транспорт
Внутригородская автобусная сеть представлена двумя маршрутами (маршруты № 1,2). Маршруты обслуживает Лянторское АТП и не работает в выходные и праздничные дни и всё лето.
Междугороднее автобусное сообщение связывает г. Лянтор с близлежащими населёнными пунктами: п. Нижнесортымский, г.Сургут и т. д.